# Estrilda caranegra septentrional
L'estrilda caranegra septentrional (Brunhilda charmosyna) és un ocell de la família dels estríldids (Estrildidae).

## Hàbitat i distribució
Habita zones amb arbusts espinosos al sud de Sudan del Sud, sud, centre i nord-est d'Etiòpia, nord-oest, sud-oest de Somàlia, extrem nord-est d'Uganda i Kenya.